# Atmosfeerchemie
Atmosfeerchemie is een vakgebied van de atmosferische wetenschappen dat zich bezighoudt met de scheikunde en samenstelling van de aardatmosfeer. Het is een multidisciplinaire benadering gebaseerd op principes uit milieuchemie, natuurkunde, meteorologie, computersimulatie, oceanografie, geologie en andere disciplines. Atmosfeerchemie is de loop van zijn ontwikkeling steeds meer verbonden geraakt met klimatologie.
De samenstelling en chemie van de atmosfeer van de aarde is om verschillende redenen een relevante wetenschapstak, vooral vanwege de interacties tussen de atmosfeer en levende organismen. De samenstelling van de aardatmosfeer kan veranderen als gevolg van natuurlijke processen, zoals de uitstoot die vrijkomt bij vulkanen, bliksem en de blootstelling van onze atmosfeer aan zonnewind. De aardatmosfeer verandert ook door menselijke activiteit. Sommige van deze veranderingen zijn schadelijk voor de menselijke gezondheid, gewassen en ecosystemen. Voorbeelden van problemen die zijn aangepakt door atmosfeerchemie omvatten zure regen, gat in de ozonlaag, fotochemische smog en het broeikaseffect. Atmosfeerchemici proberen de oorzaken van deze problemen te verklaren, en door er een theoretisch inzicht in te krijgen kunnen mogelijke oplossingen worden getest en de effecten van veranderingen in overheidsbeleid worden geëvalueerd.

## Geschiedenis
Omdat luchtvervuiling op aarde van 1940 af toenam is de atmosfeerchemie ontstaan. In de jaren 50 van de twintigste eeuw onderzocht men vooral het fenomeen smog; zomersmog in Los Angeles en wintersmog in Londen. In de jaren 80 onderzocht men vooral reacties in de gasfase  met specifieke aandacht voor fotochemische reacties. In die jaren kreeg vooral de ozonlaag veel aandacht; in het bijzonder het gat in de ozonlaag boven Antarctica. Daarna kregen ook de chemische reacties van vloeistoffen en vaste stoffen aandacht, net zoals aerosolen. Dit was de start van onderzoek naar de chemie van multifasische systemen.

## Samenstelling van de aardatmosfeer
Hieronder is de gemiddelde samenstelling weergegeven van de aardatmosfeer. De concentratie van koolstofdioxide en methaan kan per seizoen en locatie variëren. Ozon (O3) is niet opgenomen vanwege de hoge variabiliteit.
| Gemiddelde samenstelling van aardatmosfeer (molfracties) | Gemiddelde samenstelling van aardatmosfeer (molfracties) |                                        |
| -------------------------------------------------------- | -------------------------------------------------------- | -------------------------------------- |
| Gas                                                      | volgens NASA                                             |                                        |
| Stikstof, N2                                             | 78,084%                                                  |                                        |
| Zuurstof, O2                                             | 20,946%                                                  |                                        |
| Kleinere bestanddelen (molfracties in ppm)               |                                                          |                                        |
| Argon, Ar                                                | 9.340                                                    |                                        |
| Koolstofdioxide, CO2                                     | 400                                                      |                                        |
| Neon, Ne                                                 | 18,18                                                    |                                        |
| Helium, He                                               | 5,24                                                     |                                        |
| Methaan, CH4                                             | 1,7                                                      |                                        |
| Krypton, Kr                                              | 1,14                                                     |                                        |
| Waterstof, H2                                            | 0,55                                                     |                                        |
| Distikstofmonoxide, N2O                                  | 0,5                                                      |                                        |
| Xenon, Xe                                                | 0,09                                                     |                                        |
| Stikstofdioxide, NO2                                     | 0,02                                                     |                                        |
| Water                                                    |                                                          |                                        |
| Waterdamp                                                | Zeer veranderlijk; meestal ongeveer 1%                   | Zeer veranderlijk; meestal ongeveer 1% |